# Адам Козакевич

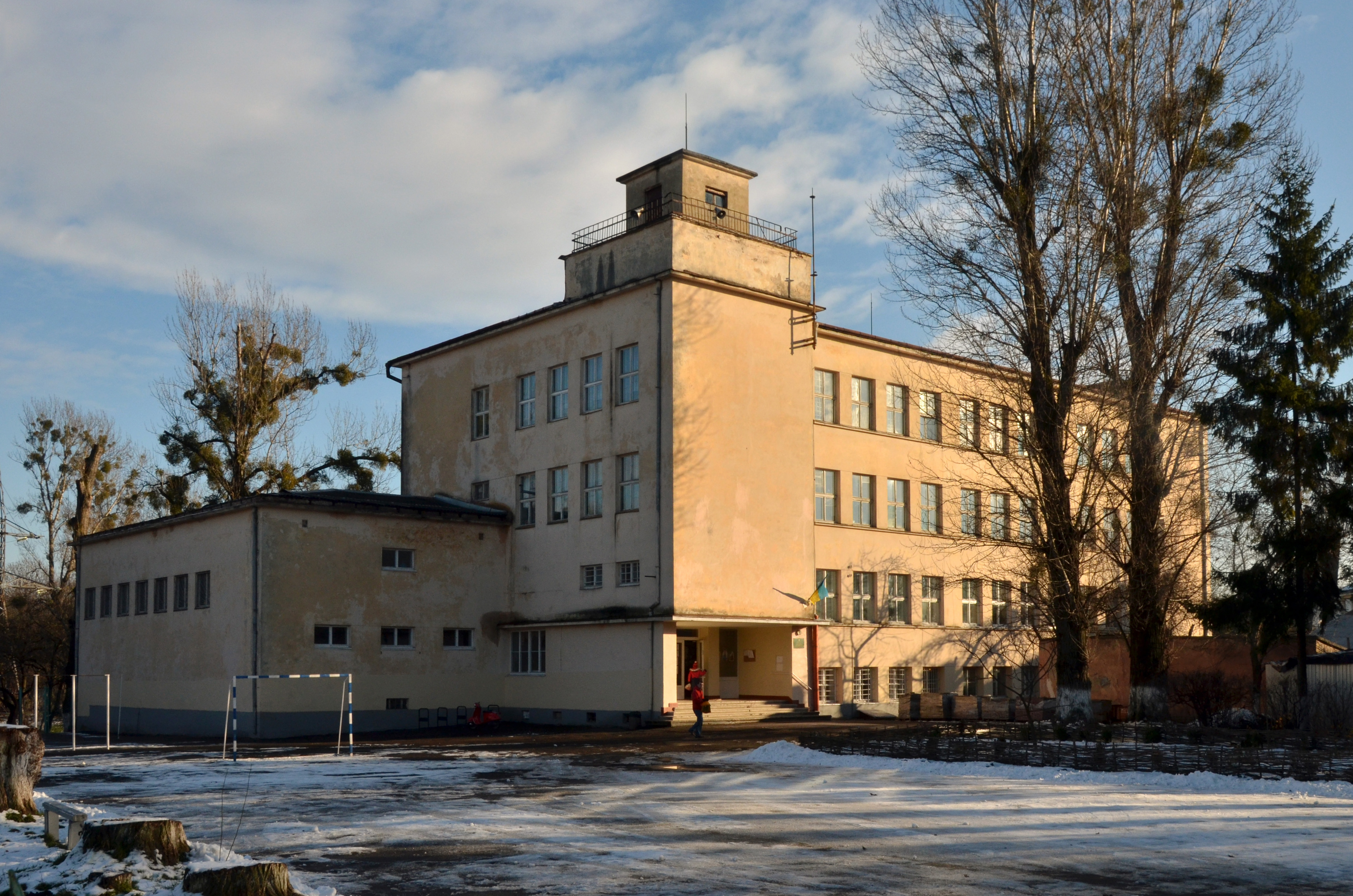
Школа на вул. Замарстинівській у Львові

Адам Козакевич (пол. Adam Kozakiewicz, р. нар. і см. невід.) — архітектор. Закінчив Львівську політехніку. Працював урбаністом у Львові в Бюро регіонального планування. Загинув під час оборони Львова 1941 року (за іншими даними — 1939). Є також версія про смерть у тюрмі на вул. Лонцького.
Роботи
- Одна з трьох третіх нагород конкурсу 1928 року на найкращий проект павільйону Львова для Загальної крайової виставки 1929 року в Познані. Співавтор Л. Жепецький.[5]
- Комплекс відкритих басейнів «Залізна вода» (нині «Динамо») на вулиці Стуса у Львові. Збудований у 1934—1938 роках. Співавтор Леопольд Карасінський.[6]
- Колишня школа ім. Словацького на вулиці Замарстинівській 132а у Львові. Збудована у стилі функціоналізму у 1936—1938 роках.[7]
- Парафіяльний костел у Коломиї. 1938 року спільний проект Адама Козакевича, Тадеуша Теодоровича-Тодоровського і Зигмунта Ковальчука здобув II місце на конкурсі (перше не присуджено) і був прийнятий до реалізації. Будівництво не завершено. Зберігся лише план костелу. Інформація про зовнішній вигляд відома лише з описів і свідчить про радикально сучасний характер споруди.[8]
- Нереалізовані проекти критих ринків на площі Зерновій (1935) і на площі святої Софії у Львові, нині місце відоме, як Стрийський базар (1939, співавтор Оттон Федак).[9]